# Rally Bike
Rally Bike (ダッシュ野郎?, Dash Yarō,  Dash Rascal) è un videogioco arcade sviluppato dalla Toaplan e pubblicato dalla Taito. Il gioco ha ricevuto conversioni per Nintendo Entertainment System e Sharp X68000.

## Modalità di gioco
Videogioco di guida in stile Spy Hunter, il protagonista deve posizionarsi tra i primi dieci nella corsa, evitando ostacoli e raccogliendo i power-up lanciati da un elicottero. Nella versione per Nintendo Entertainment System, se il protagonista ha un incidente dovrà ricominciare il livello dall'inizio.